# 里奇蘭鎮區 (印地安納州邁阿密縣)
里奇蘭鎮區（英語：Richland Township）是位於美國印地安納州邁阿密縣的一個行政鎮區。

## 地方資料
根據2010年美國人口普查的數據，里奇蘭鎮區的面積為104.00平方千米，當中陸地面積為102.70平方千米，而水域面積為1.30平方千米。當地共有人口1179人，而人口密度為每平方千米11.34人。